# Lambis crocata
Lambis crocata е вид морско коремоного от семейство Тропически раковини (Strombidae).

## Географско разпространение
Видът обитава тропическите води на западната част на Индийския океан – от бреговете на Танзания и Мадагаскар до архипелага Чагос.

## Екологични особености
Обитава дъното на водните басейни на дълбочина до 10 метра. Охлювите са хищници.